# Perizoma lineola
Perizoma lineola là một loài bướm đêm trong họ Geometridae.